# Difosfato de uridina
O difosfato de uridina, UDP abreviado, é um difosfato de nucleotídeo. É um éster do ácido pirofosfórico com o nucleosídeo uridina. A UDP consiste no grupo pirofosfato, na pentose açúcar ribose e na nucleobase uracil.
UDP é um fator importante na glicogênese. Antes que a glicose possa ser armazenada como glicogênio no fígado e nos músculos, a enzima UDP-glicose pirofosforilase forma uma unidade UDP-glicose combinando glicose 1-fosfato com uridina trifosfato, clivando um íon pirofosfato no processo. Então, a enzima glicogênio sintase combina unidades de UDP-glicose para formar uma cadeia de glicogênio. A molécula de UDP é clivada do anel de glicose durante esse processo e pode ser reutilizada pela pirofosforilase de UDP-glicose.